# Vähä Karsikkojärvi
Vähä Karsikkojärvi är en sjö i Haparanda kommun i Norrbotten och ingår i Torneälven-Keräsjokis kustområde. Sjön har en area på 0,682 kvadratkilometer och ligger 48 meter över havet. Sjön avvattnas av vattendraget Vuononoja.

## Delavrinningsområde
Vähä Karsikkojärvi ingår i det delavrinningsområde (733580-187044) som SMHI kallar för Utloppet av Iso Karsikkojärvi. Medelhöjden är 50 meter över havet och ytan är 8,54 kvadratkilometer. Det finns inga avrinningsområden uppströms utan avrinningsområdet är högsta punkten. Avrinningsområdets utflöde Vuononoja mynnar i havet. Avrinningsområdet består mestadels av skog (55 procent) och sankmarker (15 procent). Avrinningsområdet har 2,41 kvadratkilometer vattenytor vilket ger det en sjöprocent på 28,2 procent.